# Dieta ketogenică
Dieta cetogenă este o dietă foarte bogată în grăsimi, cu o cantitate moderată de proteine și scăzută în carbohidrați. În medicină este folosită cel mai adesea pentru a trata crizele dificile de epilepsie la copii. Dieta determină organismul să ardă în primul rând grăsimi pentru energie și să folosească mai puțini carbohidrați. De regulă, carbohidrații conținuți de alimente sunt transformați în glucoză, care trece apoi în circulația sanguină prin tot corpul, fiind foarte importantă în special pentru a folosi ca și combustibil pentru creier. Însă dacă alimentația conține doar o cantitate foarte mică de carbohidrați, ficatul va transforma grăsimea în acizi grași și corpi cetonici. Corpii cetonici sunt transportați prin circulația sanguină și înlocuiesc glucoza ca și sursă de energie. Creșterea cantității de corpi cetonici în sânge este o stare fiziologică numită cetoză, care duce la ameliorarea crizelor de epilepsie și la reducerea frecvenței lor. 
Aproape jumătate dintre copiii și tinerii ce suferă de epilepsie și au încercat această dietă, au observat că numărul convulsiilor au scăzut cu mai mult de jumătate, iar această îmbunătățire se păstrează și după ce dieta este întreruptă Există dovezi concrete referitoare la faptul că această dietă este benefică pentru adulții și copiii cu epilepsie. Și de asemenea, diete mai puțin stricte cum este dieta Atkins s-au dovedit și ele aproape la fel de eficiente. Cel mai comun efect advers este constipația, care afectează aproximativ 30% dintre pacienți. Apariția constipației se datora restricției fluidelor, care în trecut făcea parte din dietă, însa s-a realizat că această practică crește riscul de formare a pietrelor la rinichi și nu mai este o caracteristică a dietei cetogene. 
Dieta terapeutică originală pentru tratarea epilepsiei la copii includea exact atâtea proteine de câte are corpul nevoie pentru creșterea și repararea țesuturilor, și suficiente calorii pentru a menține o greutate normală pentru vârsta și înălțimea copilului. Dieta cetogenă clasică terapeutică a fost dezvoltată ca și tratament al epilepsiei la copii în anii 1920, fiind foarte răspândită și folosită ca și tratament în următoarele decenii. Popularitatea ei însă a început să scadă odată cu apariția medicamentelor anticonvulsivante. Abordarea clasică a dietei cetogene conține un raport de 4:1 de grăsime versus proteine și carbohidrați combinate. Acest lucru se realizează prin excluderea alimentelor foarte bogate în carbohidrați, cum sunt fructele și legumele bogate în amidon, pâinea, pastele, cerealele și zahărul, și creșterea consumului de alimente bogate în grăsimi cum sunt nucile, smântâna și untul. 
Cea mai mare parte din grăsimea alimentară este compusă din molecule numite trigliceride cu lanț lung. Cu toate acestea, trigliceridele cu lanț mediu sunt mai cetogene. O variantă a dietei clasice folosește ulei de cocos, care este bogat în trigliceride cu lanț mediu, pentru a asigura jumătate din caloriile zilnice. Deoarece este necesară mai puțină grăsime în această variantă a dietei, este permisă o proporție mai mare de carbohidrați și proteine consumate, în felul acesta varietatea alimentelor fiind mai mare. 
În anii 1990, producătorul de filme Jim Abrahams, al cărui fiu suferea de epilepsie severă tratată eficient cu această dietă, a creat Fundația Charlie pentru a promova această formă de tratament. Fundația a sponsorizat un multi-centru de cercetare, care începând cu anul 1996 a marcat trezirea unui nou interes științific pentru această dietă.
Studiile clinice și cele pe animale au sugerat faptul că dieta cetogenă are efecte benefice pentru mai multe tulburări neurodegenerative. Unele studii au arătat că beneficiile unei diete cetogene corect formulată și adaptată poate fi eficientă și pentru tratarea unor boli precum sindromul ovarelor polichistice, obezitate sau diabet zaharat. Aceste idei sunt încă în stadiul de cercetare.
Dieta  cetogenă a fost de asemenea corelată în ultimele studii cu procesul de autofagie de la nivelul organismului. În 2016 biologul japonez, Yoshinori Ohsumi a câștigat premiul Nobel în Medicină pentru descoperirea mecanismelor autofagiei, un proces ce determină curățarea organelor și țesuturilor, prin reciclarea componentelor nefuncționale ale celulelor și transformarea lor în energie.

## Epilepsia
Epilepsia este una dintre cele mai întâlnite afecțiuni neurologice după accidentul vascular cerebral și afectează peste 50 de milioane de oameni din întreaga lume. Principalele simptome sunt convulsiile neprovocate și repetate.  Acestea apar datorită activității excesive a neuronilor corticali, ceea ce duce la o disfuncție temporară a creierului. Convulsiile pot afecta mușchii, simțurile, starea de conștiență sau o combinație între acestea. Pot fi focalizate (limitate la o anumită zonă din creier) sau generalizate, care afectează întregul creier și duce la pierderea cunoștinței.
Cauzele epilepsiei sunt diverse, iar cel mai adesea debutul bolii are loc în copilărie. Atunci când boala nu răspunde la două sau trei tipuri diferite de medicamente, este considerată refractară.
 Mai mult de jumătate din pacienți reușesc să controleze epilepsia cu ajutorul tratamentului medicamentos. Atunci când medicamentele împotriva epilepsiei nu sunt eficiente, alternativele sunt chirurgia, stimularea vagală și dieta cetogenă. 